# Ingrid Atterberg
Ingrid Magdalena Atterberg-Göransson, född 11 maj 1920 i Härnösand, död 27 mars 2008 i Uppsala, var en svensk keramiker med egen keramikverkstad i Uppsala från 1969.
Atterberg införde manganleran i slutet på 1940-talet och chamotteringen i mitten av 1950-talet. Försök med glasyrer och leror ledde 1957 fram till sintergods, tekniskt ett stengods, som genom lägre bränntemperatur var billigt att tillverka.
Ingrid Atterberg var under perioden 1944–1963 verksam vid Upsala-Ekeby AB, där hon var en av de tongivande konstnärerna. Hon arbetade från 1952 även för Karlskrona och Gefle Porslinsfabriker. Där har hon bland andra gjort serierna Tricorn, Pylon, Negro, Grafika, Västkust, Chamotte, Mimosa, Pastell och Vienna.  Tidvis var hon även aktiv i Mancioli Natales keramikverkstäder i Toscana 1952–1964 och blev anlitad av Alsterfors glasbruk 1958–1963.
Hon gifte sig 1954 med arkitekten Viking Göransson (1900–1985). Makarna är begravda på Gamla kyrkogården i Ludvika.

## Offentliga uppdrag
- i Nederländerna under 1960-talet
- Timrå simhall, utsmyckningar, bland annat kakelmosaiker
- Örbyhus, kakelmosaik
- Västmanlands läns landsting, en stor golvurna